# Fototransducción visual
La fototransducción visual es el proceso de transducción sensorial del sistema visual mediante el cual la luz es detectada por las células fotorreceptoras (bastones y conos) en la retina de los vertebrados. Un fotón es absorbido por un cromóforo retiniano (cada uno unido a una opsina), que inicia una cascada de señales a través de varias células intermedias y luego a través de las células ganglionares de la retina (RGC) que componen el nervio óptico.

## Descripción general
La luz entra en el ojo, pasa a través de los medios ópticos, luego por las capas neuronales internas de la retina antes de llegar finalmente a las células fotorreceptoras en la capa externa de la retina. La luz puede ser absorbida por un cromóforo unido a una opsina, que fotoisomeriza el cromóforo, iniciando tanto el ciclo visual, que "reinicia" el cromóforo, como la cascada de fototransducción, que transmite la señal visual al cerebro. La cascada comienza con una polarización gradual (una señal analógica) de la célula fotorreceptora excitada, a medida que su potencial de membrana aumenta desde un potencial de reposo de -70 mV, proporcional a la intensidad de la luz. En reposo, las células fotorreceptoras liberan continuamente glutamato en la terminal sináptica para mantener el potencial. La tasa de liberación del transmisor disminuye (hiperpolarización) a medida que aumenta la intensidad de la luz. Cada terminal sináptica establece hasta 500 contactos con células horizontales y células bipolares. Estas células intermedias (junto con las células amacrinas) realizan comparaciones de señales de fotorreceptores dentro de un campo receptivo, pero sus funcionalidades precisas no se comprenden bien. La señal permanece como una polarización gradual en todas las células hasta que llega a las RGC, donde se convierte en un potencial de acción y se transmite al cerebro.

## Fotorreceptores
Las células fotorreceptoras implicadas en la visión de los vertebrados son los bastones, los conos y las células ganglionares fotosensibles (ipRGC). Estas células contienen un cromóforo (11- cis -retinal, el aldehído de la vitamina A1 y porción que absorbe la luz) que está unido a una proteína de la membrana celular, la opsina. Los bastones son responsables de la visión en condiciones de baja intensidad de luz y de la detección de contraste. Debido a que todos tienen la misma respuesta en todas las frecuencias, no se puede deducir información de color sólo de los bastones, como en condiciones de poca luz, por ejemplo. Los conos, por otro lado, son de diferentes tipos con diferentes respuestas de frecuencia, de modo que el color se puede percibir a través de la comparación de las salidas de diferentes tipos de conos. Cada tipo de cono responde mejor a ciertas longitudes de onda o colores de luz porque cada tipo tiene una opsina ligeramente diferente. Los tres tipos de conos son los conos L, los conos M y los conos S, que responden de forma óptima a longitudes de onda largas (color rojizo), longitudes de onda medias (color verdoso) y longitudes de onda cortas (color azulado) respectivamente. Los humanos tenemos visión fotópica tricromática que consta de tres canales de procesos oponentes que permiten la visión del color. Los fotorreceptores de bastón son el tipo de célula más común en la retina y se desarrollan bastante tarde. La mayoría de las células se vuelven postmitóticas antes del nacimiento, pero la diferenciación ocurre después del nacimiento. En la primera semana después del nacimiento, las células maduran y el ojo se vuelve completamente funcional en el momento de abrirse. El pigmento visual rodopsina (rho) es el primer signo conocido de diferenciación en los bastones.

## Proceso de transducción
Para comprender el comportamiento de los fotorreceptores ante las intensidades de luz, es necesario comprender el papel de las diferentes corrientes.
Hay una corriente continua de potasio hacia el exterior a través de canales K+ -selectivos no regulados. Esta corriente saliente tiende a hiperpolarizar el fotorreceptor alrededor de -70 mV (el potencial de equilibrio para K+).
También existe una corriente de sodio entrante transportada por canales de sodio regulados por cGMP . Esta "corriente oscura" despolariza la célula a alrededor de -40 voltios. Esta está significativamente más despolarizada que la mayoría de las otras neuronas.
Una alta densidad de bombas de Na+-K+ permite que el fotorreceptor mantenga una concentración intracelular constante de Na+ y K+.
Cuando la intensidad de la luz aumenta, el potencial de la membrana disminuye (hiperpolarización). Porque a medida que aumenta la intensidad, se reduce la liberación del neurotransmisor estimulante glutamato de los fotorreceptores. Cuando la intensidad de la luz disminuye, es decir, en el ambiente oscuro, aumenta la liberación de glutamato por los fotorreceptores. Esto aumenta el potencial de membrana y produce despolarización de la membrana.

### En la oscuridad
Las células fotorreceptoras son células inusuales porque se despolarizan en respuesta a la ausencia de estímulos o condiciones escotópicas (oscuridad). En condiciones fotópicas (luz), los fotorreceptores se hiperpolarizan a un potencial de −60 voltaje
En la oscuridad, los niveles de cGMP son altos y mantienen abiertos los canales de sodio regulados por cGMP, permitiendo una corriente entrante constante, llamada corriente oscura. Esta corriente oscura mantiene la célula despolarizada a aproximadamente -40 mV, que conduce a la liberación de glutamato que inhibe la excitación de las neuronas.
La despolarización de la membrana celular en condiciones escotópicas abre canales de calcio dependientes de voltaje. Una mayor concentración intracelular de Ca2+ hace que las vesículas que contienen glutamato, un neurotransmisor, se fusionen con la membrana celular, liberando así glutamato en la hendidura sináptica, un área entre el final de una célula y el comienzo de otra neurona. El glutamato, aunque suele ser excitatorio, funciona aquí como un neurotransmisor inhibidor.
En la vía del cono, el glutamato:
- Hiperpolariza las células bipolares en el centro. El glutamato que se libera de los fotorreceptores en la oscuridad se une a los receptores metabotrópicos de glutamato (mGluR6), que, a través de un mecanismo de acoplamiento de proteína G, hace que los canales de cationes no específicos en las células se cierren, hiperpolarizando así la célula bipolar.
- Despolariza las células bipolares descentradas. La unión del glutamato a los receptores ionotrópicos de glutamato produce una corriente catiónica entrante que despolariza la célula bipolar.

### En la luz
En resumen: la luz cierra los canales de sodio regulados por cGMP, lo que reduce la entrada de iones Na+ y Ca2+. Detener la entrada de iones Na+ apaga efectivamente la corriente oscura. La reducción de esta corriente oscura provoca la hiperpolarización del fotorreceptor, lo que reduce la liberación de glutamato, lo que a su vez reduce la inhibición de los nervios retinianos, lo que conduce a la excitación de estos nervios. Esta entrada reducida de Ca2+ durante la fototransducción permite la desactivación y recuperación de la fototransducción.

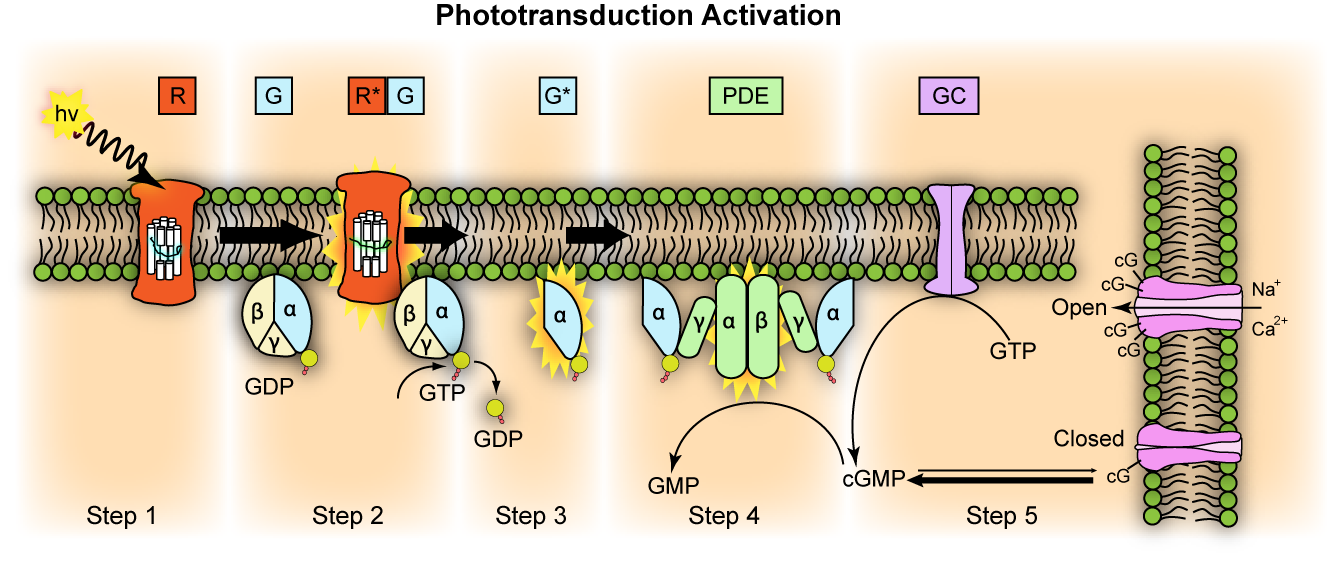
Representación de los pasos moleculares en la fotoactivación (modificado de Leskov et al., 2000). Se muestra un disco de membrana externa en una varilla. Paso 1 : El fotón incidente (hν) es absorbido y activa una rodopsina (también llamada fotopsina) mediante un cambio conformacional en la membrana del disco a R*. Paso 2 : A continuación, R* establece contactos repetidos con moléculas de transducina, catalizando su activación a G* mediante la liberación de GDP unido a cambio de GTP citoplasmático, que expulsa sus subunidades β y γ. Paso 3 : G* se une a las subunidades inhibidoras γ de la fosfodiesterasa (PDE) activando sus subunidades α y β. Paso 4 : La PDE activada hidroliza el cGMP. Paso 5 : La guanilil ciclasa (GC) sintetiza cGMP, el segundo mensajero en la cascada de fototransducción. Los niveles reducidos de cGMP citosólico hacen que los canales regulados por nucleótidos cíclicos se cierren, impidiendo una mayor entrada de Na ^{+} y Ca2 ^{+}.

1. A El fotón interactúa con una molécula de retina en un complejo de opsina en una célula fotorreceptora . El retinal sufre isomerización, cambiando de la configuración 11- cis -retinal a la configuración todo- trans -retinal.
2. Por lo tanto, la opsina sufre un cambio conformacional a metarrodopsina II.
3. La metarodopsina II activa una proteína G conocida como transducina . Esto hace que la transducina se disocie de su GDP unido y se una a GTP ; luego, la subunidad alfa de la transducina se disocia de las subunidades beta y gamma, con el GTP todavía unido a la subunidad alfa.
4. El complejo subunidad alfa-GTP activa la fosfodiesterasa, también conocida como PDE6. Se une a una de las dos subunidades reguladoras de la PDE (que es un tetrámero) y estimula su actividad.
5. La PDE hidroliza cGMP, formando GMP . Esto reduce la concentración intracelular de cGMP y, por lo tanto, los canales de sodio se cierran.[5]
6. El cierre de los canales de sodio provoca hiperpolarización de la célula debido al continuo eflujo de iones de potasio.
7. La hiperpolarización de la célula provoca el cierre de los canales de calcio dependientes del voltaje.
8. A medida que el nivel de calcio en la célula fotorreceptora disminuye, la cantidad del neurotransmisor glutamato que libera la célula también disminuye. Esto se debe a que se necesita calcio para que las vesículas que contienen glutamato se fusionen con la membrana celular y liberen su contenido (ver proteínas SNARE ).
9. Una disminución en la cantidad de glutamato liberado por los fotorreceptores provoca la despolarización de las células bipolares del centro (células bipolares cono y bastón) y la hiperpolarización de las células bipolares cono-descentradas.

### Desactivación de la cascada de fototransducción
A la luz, niveles bajos de cGMP cierran los canales de Na+ y Ca2+, reduciendo el Na+ y Ca2+ intracelular. Durante la recuperación (adaptación a la oscuridad), los bajos niveles de Ca2+ inducen la recuperación (terminación de la cascada de fototransducción), de la siguiente manera:
1. El bajo nivel intracelular de Ca 2+ hace que el Ca 2+ se disocie de la proteína activadora de la guanilato ciclasa (GCAP). El GCAP liberado finalmente restaura los niveles de cGMP agotados, lo que reabre los canales de cationes regulados por cGMP (restaurando la corriente oscura).
2. El bajo nivel intracelular de Ca 2+ hace que el Ca 2+ se disocie de la proteína activadora de GTPasa (GAP), también conocida como regulador de la señalización de la proteína G. La GAP liberada desactiva la transducina, terminando la cascada de fototransducción (restaurando la corriente oscura).
3. El bajo nivel intracelular de Ca 2+ hace que la Ca-recoverina-RK intracelular se disocie en Ca 2+ y recoverina y rodopsina quinasa (RK). La RK liberada luego fosforila la metarrodopsina II, reduciendo su afinidad de unión con la transducina. Luego, la arrestina desactiva completamente la metarrodopsina II fosforilada, terminando la cascada de fototransducción (restaurando la corriente oscura).
4. El bajo nivel intracelular de Ca 2+ hace que el complejo Ca 2+ / calmodulina dentro de los canales catiónicos regulados por cGMP sea más sensible a niveles bajos de cGMP (manteniendo así abierto el canal catiónico regulado por cGMP incluso a niveles bajos de cGMP, restaurando la corriente oscura) [6]

Más detalladamente:
La proteína aceleradora de GTPasa (GAP) de RGS (reguladores de la señalización de la proteína G) interactúa con la subunidad alfa de la transducina y hace que hidrolice su GTP unido a GDP, y así detiene la acción de la fosfodiesterasa, deteniendo la transformación de cGMP a GMP. Se descubrió que este paso de desactivación de la cascada de fototransducción (la desactivación del transductor de proteína G) era el paso limitante de la velocidad en la desactivación de la cascada de fototransducción.
En otras palabras: la proteína activadora de la guanilato ciclasa (GCAP) es una proteína que se une al calcio y, a medida que los niveles de calcio en la célula han disminuido, la GCAP se disocia de sus iones de calcio unidos e interactúa con la guanilato ciclasa, activándola. Luego, la guanilato ciclasa procede a transformar GTP en cGMP, reponiendo los niveles de cGMP de la célula y reabriendo así los canales de sodio que se cerraron durante la fototransducción.
Finalmente se desactiva la metarodopsina II. La recuperaina, otra proteína que se une al calcio, normalmente se une a la rodopsina quinasa cuando hay calcio presente. Cuando los niveles de calcio caen durante la fototransducción, el calcio se disocia de la recoverina y la rodopsina quinasa se libera y fosforila la metarrodopsina II, lo que disminuye su afinidad por la transducina. Finalmente, la arrestina, otra proteína, se une a la metarrodopsina II fosforilada, desactivándola completamente. De esta manera, finalmente se desactiva la fototransducción y se restablece la corriente oscura y la liberación de glutamato. Se cree que esta vía, en la que la metarrodopsina II se fosforila y se une a la arrestina y, por lo tanto, se desactiva, es la responsable del componente S2 de la adaptación a la oscuridad. El componente S2 representa una sección lineal de la función de adaptación a la oscuridad presente al comienzo de la adaptación a la oscuridad para todas las intensidades de blanqueo.

## Ciclo visual

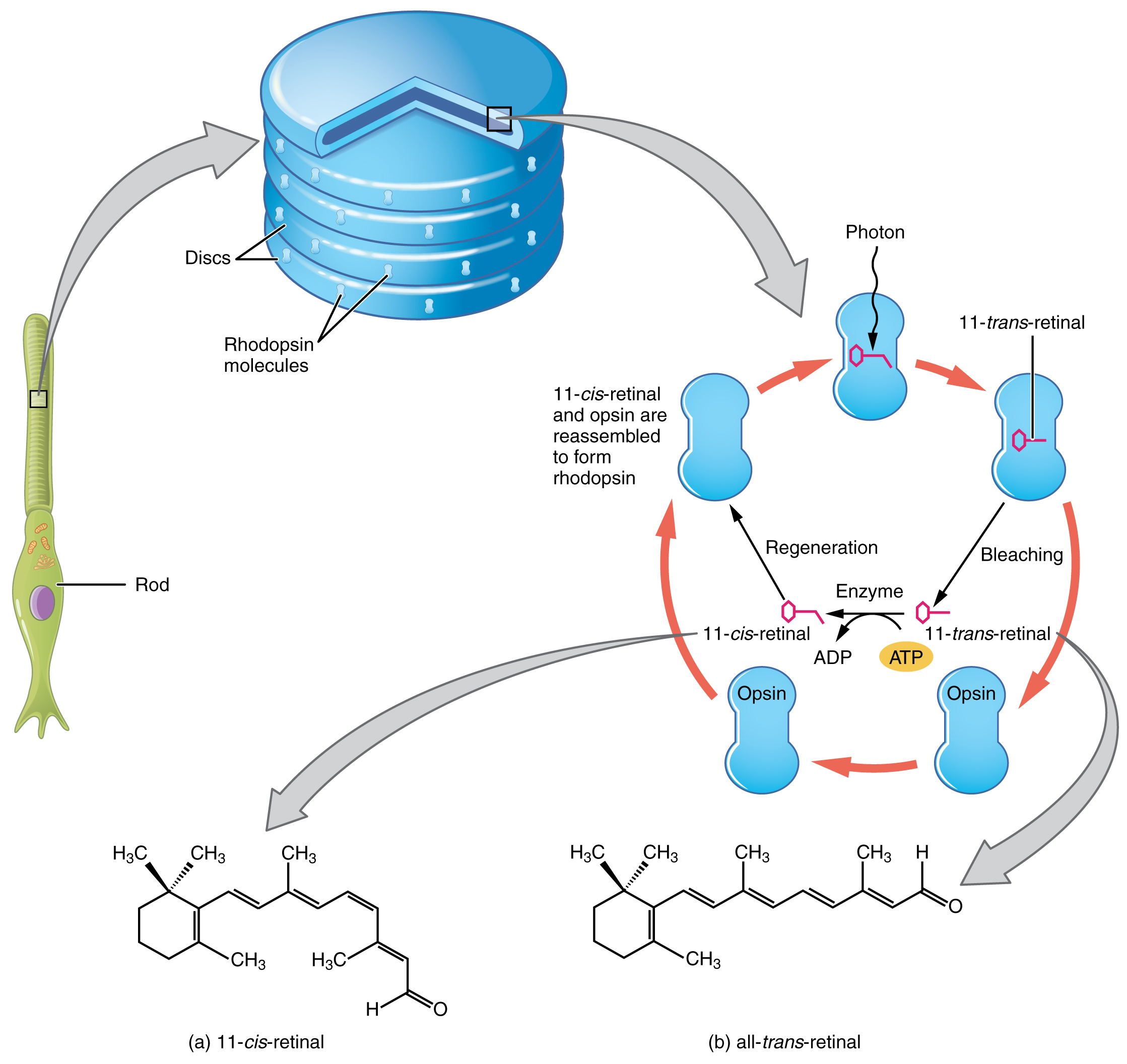
La absorción de luz conduce a un cambio isomérico en la molécula de la retina.

El ciclo visual se lleva a cabo mediante receptores acoplados a proteínas G, conocidos como proteínas retinilideno, que están compuestos por una opsina visual y un cromóforo denominado 11-cis-retinal. Este último se encuentra unido de manera covalente al receptor de opsina a través de una base de Schiff. Al absorber un fotón, el 11-cis-retinal experimenta una fotoisomerización transformándose en todo-trans-retinal, lo que provoca un cambio en la conformación del GPCR de opsina. Este cambio desencadena cascadas de transducción de señales que resultan en el cierre del canal catiónico regulado por GMP cíclico, lo que a su vez provoca la hiperpolarización de la célula fotorreceptora. Posteriormente a la fotoisomerización, el todo-trans-retinal se disocia de la proteína opsina y se convierte en todo-trans-retinol, el cual se transporta al epitelio pigmentario de la retina para su "recarga". Inicialmente, se esterifica mediante la lecitina retinol aciltransferasa (LRAT) y luego se transforma en 11-cis-retinol gracias a la acción de la isomerohidrolasa RPE65. Se ha evidenciado la actividad isomerasa de RPE65, aunque no está del todo claro si también ejerce funciones como hidrolasa. Finalmente, se oxida a 11- cis -retinal antes de viajar de regreso al segmento externo de la célula fotorreceptora, donde se conjuga nuevamente con una opsina para formar un nuevo pigmento visual funcional (proteína retinilideno), concretamente fotopsina o rodopsina.

## En los invertebrados
La fototransducción visual en invertebrados como la mosca de la fruta difiere de la de los vertebrados, descrita hasta ahora. La base principal de la fototransducción de invertebrados es el ciclo PI(4,5)P<sub id="mw9g">2</sub>. Aquí, la luz induce el cambio conformacional en rodopsina y la convierte en metarodopsina. Esto ayuda en la disociación del complejo de proteína G. La subunidad alfa de este complejo activa la enzima PLC (PLC-beta) que hidroliza el PIP2 en DAG . Esta hidrólisis conduce a la apertura de los canales TRP y a la entrada de calcio.
Las células fotorreceptoras de los invertebrados difieren morfológica y fisiológicamente de sus contrapartes de los vertebrados. La estimulación visual en los vertebrados provoca una hiperpolarización (debilitamiento) del potencial de membrana del fotorreceptor, mientras que los invertebrados experimentan una despolarización con la intensidad de la luz. Los eventos de un solo fotón producidos en condiciones idénticas en invertebrados difieren de los de los vertebrados en cuanto a curso temporal y tamaño. Del mismo modo, los eventos multifotónicos son más largos que las respuestas de un solo fotón en los invertebrados. Sin embargo, en los vertebrados, la respuesta multifotón es similar a la respuesta monofotón. Ambos filos tienen adaptación a la luz y los eventos de un solo fotón son más pequeños y rápidos. El calcio juega un papel importante en esta adaptación. La adaptación a la luz en los vertebrados se debe principalmente a la retroalimentación del calcio, pero en los invertebrados el AMP cíclico es otro control de la adaptación a la oscuridad.